# Uliyazhathura
Uliyazhathura es una ciudad censal situada en el distrito de Thiruvananthapuram en el estado de Kerala (India). Su población es de 28230 habitantes (2011). Se encuentra a 2 km de Thiruvananthapuram y a 67 km de Kollam.

## Demografía
Según el censo de 2011 la población de Uliyazhathura era de 28230 habitantes, de los cuales 13809 eran hombres y 14421 eran mujeres. Uliyazhathura tiene una tasa media de alfabetización del 94,91%, superior a la media estatal del 94%: la alfabetización masculina es del 96,91%, y la alfabetización femenina del 93,03%.